# Senat (Dominikana)
Senat (hiszp. Senado) – izba wyższa parlamentu Dominikany, złożona z 32 członków powoływanych na czteroletnią kadencję. Senatorowie wybierani są w jednomandatowych okręgach wyborczych, których granice odpowiadają 31 dominikańskim prowincjom oraz Dystryktowi Narodowemu (stołecznemu). Stosuje się ordynację większościową. 
Czynne prawo wyborcze przysługuje obywatelom Dominikany w wieku co najmniej 18 lat, z wyjątkiem żołnierzy i policjantów, osób skazanych za wiele kategorii przestępstw oraz osób, które wykonują pracę zarobkową dla rządu innego państwa, nie mając na to zgody władz Dominikany. Osoby pozostające w związkach małżeńskich mogą głosować nawet, jeśli nie ukończyły jeszcze 18 lat. Kandydaci muszą mieć co najmniej 25 lat i zamieszkiwać w okręgu wyborczym, gdzie stają do wyborów, od co najmniej 5 lat. Nie dotyczy to osób, których miejsce urodzenia znajduje się na terenie danego okręgu. 